# Flathead Tunnel
Il Flathead tunnel è un tunnel ferroviario a binario unico di 7,01 miglia (11,3 km) nelle Montagne Rocciose (Stati Uniti). Fu costruito nel 1970.
Si trova circa a 42 miglia (67 km) a ovest di Whitefish, (Montana). Per lunghezza è il secondo tunnel negli Stati Uniti, dopo quello di Cascade.

## Caratteristiche
La velocità di percorrenza nel tunnel è di circa 50 mph (80 km/h), tale velocità (piuttosto elevata, trattandosi prevalentemente di convogli merci) è permessa dal fatto che il tunnel è pressoché orizzontale (pendenza uniforme 0,5%).
Tale velocità permette il transito dei convogli in circa 10 minuti. La trazione dei convogli è mediante locomotive Diesel che producono problemi per la deposizione di fumi.
La velocità permessa, a basso sforzo, riduce la permanenza del convoglio nel tunnel e quindi deposizione di fumi.
Il tunnel è orientato nord-sud, ma per convenzione la estremità nord è definita “East Portal” (portale est), dato che l'uscita da tale portale dà accesso al ramo est della ferrovia.
Il portale est è dotato di portone chiudibile, ed inoltre è dotato di un importante impianto di ventilazione, che provvede (a portone chiuso) al flusso di aria per la rimozione di fumi durante il transito, ed al “soffiaggio” con aria pulita del tunnel dopo il transito del convoglio.

## Storia
La costruzione della Libby Dam (diga di Libby) ha richiesto il trasferimento di 60 miglia (≈100 km) della Ferrovia Burlington Northern, lo spostamento della città di Rexford, MT e la costruzione del nuovo tunnel, aperto nel 1970.
Il tunnel fa attualmente parte del sistema ferroviario “BNSF Railway", ed è utilizzato dai convogli passeggeri Empire Builder di Amtrak.